# Kuzicus multifidous
Kuzicus multifidous är en insektsart som beskrevs av Mao, S.-l. och F-m. Shi 2009. Kuzicus multifidous ingår i släktet Kuzicus och familjen vårtbitare. Inga underarter finns listade i Catalogue of Life.